# 888poker
888poker é uma rede online de pôquer fundada em 1997. É a terceira maior sala de pôquer online do mundo, e faz parte de um grupo de marcas de entretenimento online que pertence à 888 Holdings plc.

## História
Lançada inicialmente em 2002 como Pacific Poker, depois de um tempo alterou-se o nome da marca para 888poker. No início a Pacific Poker aceitava todos os jogadores, a nível mundial, e teve boa aderência, tendo em vista que os jogadores do cassino já estabelecido 888, que havia sido lançado alguns anos antes, em 1997, aderiram à ideia.
Quando o 109º Congresso dos Estados Unidos aprovou a lei de combate aos jogos ilegais de azar online (Unlawful Internet Gambling Enforcement Act of 2006 (UIGEA)), a 888poker foi forçada a fechar as portas para os jogadores dos Estados Unidos.
A 888poker foi a primeira sala de poker online a disponibilizar mesas de poker com webcam, proporcionando aos jogadores maior interação e tornando o jogo uma experiência mais social.

### Embaixadores do 888poker
Alguns jogadores atuam como embaixadores da marca 888poker, dentre eles Denílson de Oliveira Araújo, Dominik Nitsche, Chris Moorman, Kara Scott, Parker Tallbot e Vivian Saliba.

### Premiações
| Prêmio                                           | Ano              |
| ------------------------------------------------ | ---------------- |
| Melhor operador digital, Prêmio mundial de jogos | 2016             |
| Melhor produto de jogo                           | 2012             |
| Operador do ano, prêmio operador do ano eGR      | 2011, 2012, 2013 |
| Socially Responsible Operator of the Year        | 2010             |

## Eventos

### 888live e XL Championships Series
A 888poker organiza a 888live, uma série de festivais de poker que acontece todo o ano em várias cidades ao redor do mundo. A 888poker também organiza três series online por ano, que são: - XL Inferno, XL Eclipse, e XL Blizzard, coletivamente conhecidas como XL Championships Series. O primeiro evento 888live no Brasil aconteceu em setembro de 2017.

### World Series of Poker
A 888poker é a principal patrocinadora e provedora online exclusiva de torneios satélite e promoções do World Series of Poker, desde 2014.

### Super High Roller Bowl
Em 2016 e 2017, a 888poker foi a principal patrocinadora do Super High-roller Bowl do Poker Central, que com um buy-in (entrada) de $300.000, é o segundo maior em torneios de poker.

### World Poker Tour
Em novembro de 2017, a 888poker e a World Poker Tour (WPT) criaram um novo canal de entrada para o evento WPTDeepStacks em Berlim...